# Mycalesis mirjam
Mycalesis mirjam är en fjärilsart som beskrevs av Herbst 1796. Mycalesis mirjam ingår i släktet Mycalesis och familjen praktfjärilar. Inga underarter finns listade i Catalogue of Life.